# Муса Челеби
Муса́ Челе́би (осман. موسى چلبی‎, тур. Mûsâ Çelebî; ум. 5 июля 1413) — сын османского султана Баязида I. Муса Челеби попал в плен к Тамерлану вместе с отцом после поражения османов в Битве при Анкаре (1402).
Тамерлан разделил Османскую империю. Он восстановил все бейлики, ранее захваченные османами, а остальную территорию империи разделил на три части: Сулейман Челеби контролировал Румелию, а в Анатолии османские территории были разделены между Исой Челеби (столица в Бурсе) и Мехмедом Челеби (столица в Амасье). Началось османское междуцарствие.
После смерти Баязида в 1403 году Тамерлан отправил Мусу вместе с телом его отца к Якубу Гермияноглу, который передал его Мехмеду Челеби. От имени Мусы Мехмед Челеби захватил Бурсу, Иса бежал и погиб. За этим последовал период борьбы Сулеймана Челеби и Мехмеда Челеби за Анатолию. В это время Мехмед Челеби отправил Мусу, обещавшего стать его вассалом, в Румелию, чтобы отвлечь Сулеймана Челеби. Муса победил Сулеймана Челеби и стал независимо править в Эдирне. В последовавшем противостоянии Мусы и Мехмеда Челеби последний победил. С поражением и смертью Мусы Мехмед Челеби остался единственным правителем османских земель. Период междуцарствия завершился.

## Биография
Принцы в Османской империи первоначально носили титулы паша, эмир, челеби, султан, бейлербей, бей. Все сыновья Баязида I носили титул Челеби. Титулы паши или эмира носили старшие сыновья правителя (Сулеймана часто называли эмиром, Мусу и Ису часто называли беями).

### Ранние годы
Муса Челеби был сыном османского султана Баязида I. По словам М. Сюрейи, «историки не могли прийти к единому мнению, был ли он старше или младше Мехмеда Челеби, но мнение, что младше, преобладает». Турецкий медиевист Ф. Башар считал его младшим сыном Баязида, Н. Сакаоглу — старшим, К. Имбер писал «возможно, младший». По словам Ч. Улучая, его матерью была Девлетшах-хатун, дочь бея Гермияногуллары Сулеймана, однако, согласно Н. Сакаоглу, об этом нет точных сведений.
Есть данные, что при жизни отца Муса принимал участие во многих походах в Румелии как акынджи. В 1402 году Муса, как и его братья — Мехмед, Сулейман, Иса и Мустафа, находился в армии Баязида во время битвы при Анкаре. Согласно Низам ад-Дину Шами, Муса вместе с Исой и Мустафой сражался в задних рядах отряда, которым командовал его отец. В этой битве Баязид потерпел поражение и попал в плен. Согласно отчёту, написанному со слов бывшего в армии Баязида во время битвы итальянца, в плен вместе с Баязидом попали двое сыновей. Одним из них был Муса. Низам ад-Дин Шами утверждал, что после битвы люди Тамерлана нашли Мусу и привели к своему хозяину.

### Под опекой Мехмеда Челеби
После победы у Анкары в 1402 году Тамерлан разделил Османскую империю. Он восстановил все бейлики, ранее захваченные османами, а остальную территорию империи разделил на три части. Сулейман Челеби контролировал Румелию (столица в Эдирне), а в Анатолии османские территории были разделены между двумя другими братьями Мусы: Исой Челеби (столица в Бурсе) и Мехмедом Челеби (столица в Амасье).
Сулейман Челеби заручился поддержкой императора Византии Мануила II. Он вернул ему захваченные ранее османами Салоники и часть Фракии и женился на племяннице императора. Кроме того, он отправил в Константинополь заложниками брата Касыма и своего сына Орхана.
После смерти Баязида в 1403 году Тамерлан освободил Мусу и отправил его отвезти тело отца в Бурсу. Анонимная хроника «Ahval-i Sultan Mehmed», написанная в период правления Мехмеда Челеби, сообщает, что последний получил письмо от Тамерлана о смерти Баязида. После этого к нему прибыл Якуб Гермияноглу и сообщил, что Муса и тело Баязида находятся в Акшехире. Якобы Тамерлан поручил доставить их Мехмеду Челеби, «поскольку такова была воля» усопшего. Нешри также утверждал, что Муса был послан Тамерланом к Якубу и что Мехмед Челеби, когда стал правителем Бурсы, попросил Якуба передать ему Мусу и тело отца.
По мнению историка Д. Кастрициса, это сомнительно. Более надёжным является сообщение тимуридского историка Шарафаддина Язди. Он утверждал, что когда Баязид умер в Акшехире, Тамерлан оставил распоряжение, по которому Муса должен был останки отца захоронить в Бурсе у мечети, которую тот построил. Согласно Язди, Муса получил ярлык на правление в Бурсе, почётную мантию, пояс, меч и сто осёдланных коней. Некоторые османские источники также утверждали, что Тамерлан передал ему часть Османской империи со столицей в Бурсе, но добавляли, что Иса Челеби отнял у него Бурсу.
После ухода Тамерлана из Анатолии начался период активного противостояния сыновей Баязида друг с другом. Муса был ещё несовершеннолетним, от его имени правил регент-атабек. Первым атабеком стал Якуб. Ярлык Мусы на Бурсу отменял полученный ранее такой же ярлык Исы, от имени Мусы его атабек мог захватить Бурсу и изгнать Ису, но Якуб решил не действовать самостоятельно, поскольку неосманский завоеватель города мог не получить поддержки населения, а заключил союз с Мехмедом Челеби. В тот период времени Мехмед Челеби не имел большой силы, в обнаруженном тексте письма Мехмеда Челеби Якубу он клялся бею Гермияна в преданности и дружбе на 30 лет. Вероятно, османский автор его жизнеописания желал скрыть эту деталь и изобразил передачу Мусы и тела Баязида как исполнение желания Баязида и указания Тамерлана.
На Сиврихисар и Бейпазари претендовал Иса Челеби. Между ним и Мехмедом произошло несколько столкновений. Мехмед Челеби одержал победу, и Иса бежал в Караман. Однако вражда с Мехметом Караманоглу привела к тому, что Иса был опознан, пойман и задушен в Эскишехире.
Якуб-бей передал Мусу и тело Баязида Мехмеду Челеби после того, как тот победил Ису и захватил Бурсу. При жизни Тамерлана захватить Бурсу мог лишь опекун Мусы, имевшего ярлык, и от имени Мусы. В этот период Мехмед Челеби опасался Тамерлана, он даже монеты чеканил от его имени. Возможно, именно это имел в виду Ашикпашазаде, современник событий, когда писал, что Муса и Иса Челеби сражались друг с другом за Бурсу и Карасы и что из Бурсы Ису изгнал не Мехмед Челеби, а Муса. Несмотря на то, что османские историки противоречат друг другу относительно того, где Муса находился между 1403 и 1409 годами (мало данных о Мусе с 1403 до 1409 года, в это время он перестаёт упоминаться в хрониках), он, вероятно, в этот период оставался под опекой своего брата Мехмеда Челеби.

### В Карамане и Синопе
В 1403/04 году Сулейман Челеби захватил Бурсу и обосновался в Анатолии. Согласно донесениям из Республики Рагуза от июня 1407 года, Сулейман Челеби победил Мехмеда Челеби в битве, и последний сбежал и укрылся у Джунейда Имироглу (к середине 1407 года Джунейд перешёл на сторону Мехмеда Челеби). Джунейд привлёк к союзу Ильяса Ментешеоглу, Мехмета Караманоглу и Якуба Гермияноглу. Союзная армия беев собралась в Аясолуке. Сулейман Челеби выставил армию из 25 000 человек и добрался до Смирны. Джунейд предал Мехмеда Челеби и отправился к Сулейману Челеби. Мехмет Караманоглу и Якуб Гермияноглу, увидев, что Джунейд скрылся посреди ночи, собрали свои силы и быстро ушли на восток.
Мехмед Челеби освободил Мусу, намереваясь использовать против Сулеймана Челеби. После освобождения Муса некоторое время находился в Анатолии. Вероятно, его поддерживали беи Караманоглу, Гермияноглу и Джандароглу. «Ahval-i Sultan Mehmed» и «Хроника» Нешри, не датируя событие, упоминают, что Муса покидал Мехмеда и посещал Исфендияра и бея Карамана в связи с конфликтом Сулеймана Челеби и Мехмеда Челеби. Согласно «Ahval-i Sultan Mehmed», после того, как Сулейман Челеби захватил Бурсу, Муса просил разрешения у Мехмеда Челеби отправиться в Румелию с помощью Исфендияра, чтобы «стать там беем». Это было отвлекающим манёвром, чтобы заманить Сулеймана Челеби в Румелию и развязать в Анатолии Мехмеду Челеби руки. Муса обещал Мехмеду Челеби править как его вассал. По мнению Д. Кастрициса, такая клятва Мусы в повествовании была призвана оправдать будущий захват Румелии Мехмедом Челеби за «предательство» Мусы. Согласно «Ahval-i Sultan Mehmed», первая поездка Мусы была к Исфендияру. Во время этого визита он «не смог высказать своего желания». За этим источник описывает визит в Караман, куда приехали посланники из Валахии для согласования деталей брака дочери Мирчи с Мусой.
Сулейман Челеби понимал, что Муса может стать опасным соперником. Ашикпашазаде писал, что Сулейман Челеби через посланника передал беям Карамана и Гермияна, чтобы они «не отпускали его брата Мусу». Муса узнал об этом и бежал в Синоп (город Исфендияра). Валашское посольство и Муса отправились к Исфендияру вместе. Это могло быть в 1408 году. Сулейман Челеби узнал об этом и выступил против Исфендияра, но кампания затянулась и не принесла успехов. Сулейман Челеби был вынужден зимовать в Гейнюке и вести переговоры с беем Джандарогуллары. Однако, когда они достигли соглашения, Муса уже договорился переправиться в Валахию в сопровождении послов Мирчи.
Д. Кастрицис полагал, что «в отсутствие документальных источников невозможно датировать перемещения Мусы или реконструировать эти события вполне удовлетворительным образом. Тем не менее предшествующего обсуждения достаточно, чтобы дать ясное представление о сложных переговорах, которые привели к переходу Мусы в Валахию. Большинство современных учёных [среди них К. Имбер и Ф. Башар] не смогли полностью принять во внимание эту сложность, просто утверждая, что Мехмед Челеби освободил Мусу, который затем переправился в Валахию из Синопа с помощью Исфендияра».

### В Румелии
Есть доказательства того, что византийский император Мануил II Палеолог был замешан в заговоре с целью доставить Мусу в Румелию. Симеон Солунский в 1427 или 1428 году писал: «неверный Моисей [Муса], которого благочестивый василевс [император] Мануил пригласил и почтил большим вниманием, снабдив его обильной провизией и компетентными помощниками, и переправил его в Валахию». Д. Бальфур не счёл слова Симеона заслуживающими доверия. Первые действия Мусы в Румелии зафиксированы после сентября 1409 года. Вероятно, Муса оказался в Румелии именно в этом году. Турецкий историк Ш. Текиндаг датировал переезд в Валахию июлем 1409 года, но не обосновал утверждение. Согласно Н. Йорге, в надписи на церкви в деревне «в двух часах от Охрида» упоминается Муса (греч. βασιλίας αύφθέντου Τζαλαπί) как правивший в византийском 6916 году (1407/08). Однако рассматриваемая надпись просто упоминает «Челеби», не называя Мусу.
Мирча, враг Сулеймана Челеби, хорошо принял Мусу и дал в жёны свою дочь. В период между сентябрём 1409 и январём 1410 года Муса совершил набег на Месембрию, которую Сулейман Челеби уступил Византии в 1403 году. Согласно «Византийской краткой хронике», в январе 1410 года «пришёл Муса из земли татар и подчинился василевсу Киру Мануилу». Редактор хроники П. Шрейнер счёл эту информацию недостоверной.
В период правления Сулеймана Челеби в Румелии количество набегов на христиан уменьшилось. Его политика в отношении христиан была в целом миролюбивой. акынджи были этим недовольны, поскольку их доходы зависели от грабежа и военной добычи. Они сплотились вокруг Мусы. Однако если самим акынджи число набегов казалось недостаточным, то христиане считали иначе. Поддержка Мусы Мирчей была результатом его борьбы с османами в Добрудже. Согласно «Ахвал», Мирча сильно пострадал от набегов акынджи и надеялся избавиться от дальнейших, поддержав Мусу. Константин Философ также утверждал, что Мирча помог Мусе, «чтобы отомстить за то, что сделал с ним его брат [Сулейман]». Согласно Ашикпашазаде, Мусу поддержали «все товаджи и тимариоты Румели» (согласно Х. Иналджику, «товаджи были офицерами акинджи, получившими тимар»). Константин Философ писал, что Муса «собрал с собой огромное количество воинов, прежде всего разбойников». Мирча, видимо, понимал, что для акынджи набеги были смыслом существования, и решил, что единственная возможность избавиться от их набегов — направить их на чужую территорию. Кроме акынджи, Мусу поддержали уджбеи Румелии.
С помощью войска своего тестя в феврале 1410 года Муса вторгся во владения Сулеймана Челеби. Ему удалось легко занять Эдирне. К маю того же года он захватил Галлиполи, чтобы помешать Сулейману Челеби, находившемуся на момент нападения в Анатолии, попасть в Румелию. Однако Сулейман Челеби обратился к Мануилу II Палеологу, и тот помог ему пересечь проливы. 15 июня 1410 года Сулейман Челеби победил Мусу в битве при Космидионе (Хаскёй). Это было первое крупное сражение между братьями. Она описана в трёх византийских кратких хрониках, Константином Философом и Халкокондилом. Согласно «Ахвал», Муса проиграл битву, потому что часть беев переметнулись снова к Сулейману Челеби. Их имена не указаны, но Константин Философ утверждал, что перед битвой на сторону Сулеймана Челеби перешёл Вук, брат Стефана Лазаревича. Согласно Халкокондилу, Стефана уговорил перейти на сторону Сулеймана Челеби Мануил II. Этому противоречит отчёт Константина Философа, по которому Стефан при Космидионе сражался на стороне Мусы и лишь после поражения Мусы отправился к Мануилу.
После битвы при Космидионе Муса и Сулейман Челеби боролись за контроль над Сербией и Болгарией. Согласно Константину Философу, Сулейман Челеби послал брата Вука Лазаревича захватить землю Стефана. Муса отправил в Филиппополь эмира Ильяса, который вернул город и захватил Вука Лазаревича и Лазаря Бранковича. Он доставил их к Мусе, который казнил Вука за предательство. У Эдирне 11 июля 1410 года между братьями состоялась ещё одна битва. По словам Константина Философа, Муса перед битвой требовал от Лазаря Бранковича убедить его старшего брата Георгия встать на свою сторону. Эту битву Муса тоже проиграл и перед отступлением из Эдирне казнил Лазаря, оставив его тело на поле боя. После поражения Муса укрылся у временного союзника, деспота Стефана Лазаревича. Вскоре Муса вернулся, и до осени 1410 года братья продолжали войну.
Георгий Бранкович отправился с армией Сулеймана Челеби в Филиппополь и сжёг город как месть за брата. По словам Константина Философа, после того, как Георгий и Сулейман Челеби покинули Филиппополь, Муса отправил в город одного из своих эмиров. Он убедил жителей, что Сулейман Челеби низложен, и забрал собранные там налоги. Узнав об этом, Сулейман Челеби снова обложил жителей налогом. Кроме того, Сулейман Челеби арестовал знатных мусульман и хотел их казнить, но его убедили простить их. После того, как Сулейман Челеби ушёл, в город вернулся Муса, разграбил город и убил митрополита. Узнав об этом, снова вернулся Сулейман Челеби, а Муса снова бежал.

### Смерть Сулеймана Челеби
Источники неясно освещают последовательность событий между битвой при Эдирне (11 июля 1410) и последней битвой Мусы с Сулейманом Челеби (17 февраля 1411). Константин Философ утверждал, что Сулейман Челеби платил своим солдатам в Эдирне, чтобы заручиться их поддержкой. Все источники согласны в том, что в период между 11 июля 1410 и 17 февраля 1411 года Сулейман Челеби лишился поддержки подавляющего большинства сторонников. Они массово перешли на сторону Мусы, когда он появился у Эдирне. В «последний зимний день» (возможно, 13 февраля 1411 года) Муса совершил набег на Эдирне. Согласно греческим и османским источникам, Муса для нападения воспользовался моментом, когда Сулейман Челеби был пьян. Сулейман Челеби был в общественной хаммаме и прогнал тех, кто сообщил ему о нападении Мусы.
Согласно «Ахвал», когда один из его людей сообщил Сулейману Челеби в хаммаме, что Муса захватил территорию вокруг города, он разгневался, что его беспокоят, и приказал казнить вестника. Хаджи Эвреноса он прогнал, а Хасану-аге велел сбрить бороду. Хасан-ага не перенёс такого оскорбления и перешёл на сторону Мусы со всей стражей Сулеймана Челеби. В итоге «из известных беев только Караджа-бек, Кара-Мукбил и Орудж-бек остались с Сулейманом». «Краткая византийская хроника» описывала эти события похожим образом: «По мере того, как эмир Сюльман принялся купаться и выпивал одну рюмку за другой, вельможи пресытились, и армии ушли и начали дезертировать к Муса-беку». Отчёты Дуки и Ашикпашазаде аналогичны в части пьянства Сулеймана Челеби в хаммаме, его отказе поверить в то, что Муса пришёл с армией, и его бегстве. По мнению Д. Кастрициса, пьянство Сулеймана Челеби в османских хрониках «служит очевидным политическим целям».
Сулейман Челеби пытался бежать в Константинополь, но 17 февраля 1411 года был схвачен и убит. Источники не сходятся в том, отдавал ли Муса приказ об убийстве брата. «Краткая византийская хроника» сухо сообщала: «Когда эмир Сульман услышал об этом, он испугался и попытался бежать, но был пойман в районе Брисе и задушен 17 февраля, то есть во вторник». Согласно «Ахвал», Сулейман Челеби бежал ночью в Константинополь, но во время бегства проводник предал его, приведя в чужую деревню Дёгенджилер, жители которой окружили их и взяли в плен. Крестьяне выдали беглеца Мусе, который велел тут же удушить брата. Однако Ашикпашазаде и Дука утверждали, что Муса не приказывал казнить брата. Согласно их описаниям, когда Муса узнал, что Сулейман Челеби убит жителями деревни, он приказал сжечь деревню, чтобы отомстить за его убийство. Д. Кастрицис писал: «Мы никогда не узнаем наверняка, был он казнён по прямому приказу Мусы или нет».
Голову Сулеймана Челеби привезли Мусе в Эдирне.

### Правление Мусы
Муса провозгласил себя в Эдирне султаном. В период его правления частота набегов акынджи на христиан существенно выросла. Румелийские сипахи, тимариоты и санджакбеи признали Мусу султаном. Он чеканил монеты (сохранилась монета от 813 года). Муса назначил Кёр Шах Мелика (или Чандарлы Ибрагима) визирем, шейха Бедреддина — кадиаскером, а Михалоглу Мехмед-бея — бейлербеем. Он заключил договоры с Венецией и соседними княжествами.
Сразу после начала правления Мусы люди деспота Стефана Лазаревича стали грабить территории Мусы, а византийский император освободил из-под стражи сына Сулеймана Челеби Орхана, которого отец там оставил в заложниках. Муса Челеби выступил против Стефана Лазаревича и захватил многие из его замков. Затем осенью 1411 года Муса осадил Константинополь, но осада оказалась безуспешной. По словам Халкокондила, византийцы одержали победу в морском сражении у Яссиады. Кроме того, многие сторонники Мусы покинули его: Георгий Бранкович бежал в Константинополь, Мехмед Михалоглу и Ибрагим-бей (сын Исфендияра-бея) бежали в Анатолию к Мехмеду Челеби. Согласно Нешри, Ибрагим сообщил Мехмеду Челеби, что Муса убил некоторых беев и конфисковал их собственность, это вызвало недовольство жителей Румелии, и они решили его свергнуть. По словам турецкого историка Ф. Башара, Муса был «слишком суров к своему окружению и чиновникам». Узнав, что Муса покинут многими сторонниками, Мехмед Челеби понял, что пришло время напасть на брата. Он с помощью императора Мануила переправился через Босфор и весной 1413 или в октябре 1412 года напал на Мусу в Инджегизе. Муса победил, но после битвы его покинули ещё два уджбея — Паша Йигит и Михалоглу Юсуф, которые бежали к Стефану Лазаревичу и напали на владения Мусы с сербами. Мехмед Челеби, раненный в битве, был вынужден вернуться в Анатолию из-за мятежа Джунейда Измироглу. Подавив мятеж, Мехмед Челеби при помощи Мануила снова переправился через Босфор в Румелию. Он напал на Мусу, но был вынужден отступить из-за разлива рек, перегородивших дороги.
После ухода Мехмеда Челеби в Анатолию Муса в начале января 1413 года напал на Стефана Лазаревича, захватил Вранью и осадил Ново-Брдо. Осада была неудачной, но, видимо, Муса захватил Соколац, Липовац, Болвац, Сврджлига, Сталац и Коприан. Этот поход ему пришлось прервать, вероятно, из-за сообщений о высадке в Салониках сына Сулеймана Челеби, Орхана. Муса отправился в Албанию. Предположительно, именно в это время он женился на внебрачной дочери деспота Янины Карло Токко. Из Албании он двинулся к Салоникам, победил Орхана и пленил его, а затем вернулся в Эдирне, где приказал ослепить Орхана.

### Смерть Мусы
Сербский деспот направил посланника к Мехмеду Челеби. Он предложил ему выступить против Мусы с востока одновременно с выступлением сербских, венгерских и боснийских войск. Весной или в начале лета 1413 года Мехмед Челеби снова прибыл в Румелию на судах Мануила. К нему примкнули Паша Йигит, Эвренос, Барак Эвреносоглу, Синан-бей из Триккалы, бывший союзник Мусы брат Джунейда Измироглу Хамзы-бей, бей Дулкадира Мехмед, на дочери которого Мехмед Челеби был женат. В первом сражении 5 июля 1413 года под горой Витоша близ Софии Муса одержал победу над Мехмедом Челеби. Однако, будучи покинут сторонниками, Муса был вынужден отступить сначала в Загру, а оттуда в Дегирмендере и приехал в Чамурлуову с небольшим отрядом янычар. По предположению К. Имбера, к измене сторонников Мусы привело то, что он захватил их имущество, пытаясь пополнить казну, опустевшую из-за войн. После последнего боя раненый Муса пытался бежать в Валахию (он потерял в сражении руку). По одной версии, он там и умер. По другой версии, он был схвачен людьми Мехмеда Челеби (Баязид-паша, Михалоглу Яхши-бей и Бурак-бей) 5 июля 1413 года и задушен. К. Имбер придерживался версии, что «Мехмед захватил Мусу и убил его». Тело Мусы было доставлено в Бурсу и погребено в тюрбе отца.
Мехмед Челеби объявил в Эдирне себя единственным правителем Османской империи, период междуцарствия закончился. Через три года после смерти Мусы шейх Бедреддин возглавил восстание против Мехмеда Челеби в Румелии, по-видимому, надеясь заручиться поддержкой бывших чиновников Мусы, которых Мехмед Челеби лишил владений после поражения своего брата.

## Семья
Известно о двух жёнах Мусы Челебы:
- дочь Мирчи I;
- дочь Карло Токко.

## Личность
Согласно «Менакибнаме о шейхе Бедреддине», Муса Челеби был справедливым и терпимым султаном. По словам К. Имбера, современные исследователи сходятся во мнении, что Муса, как и его кадиаскер шейх Бедреддин, придерживались идей эгалитаризма в социальных и религиозных вопросах.